# Joe Lieberman
Joe Lieberman (Stamford, 1942. február 24. – New York, 2024. március 27.) az Amerikai Egyesült Államok Connecticut államának szenátora.